# Kunihiko Takizawa
Kunihiko Takizawa (jap. 滝澤 邦彦 Takizawa Kunihiko; ur. 20 kwietnia 1978) – japoński piłkarz występujący na pozycji pomocnika.

## Kariera klubowa
Od 1997 do 2009 roku występował w klubach Nagoya Grampus Eight, Vissel Kobe, JEF United Chiba, Yokohama FC i Tokyo Verdy. W 2010 roku przeniósł się do Tajlandii i grał dla Bangkok Glass, RSU i Ayutthaya. Przeszedł na emeryturę pod koniec sezonu 2014.